# Сґо
Сґо (англ. S'gaw, Skaw, S'gaw, S'gau), також: Білі Карени (англ. White Karen) або Паґані (англ. Paganyaw) — етнічна група карен, що мешкають на південному сході М'янми й на заході Таїланду. 
Сґо розмовляють сґо-каренською мовою. 
Проживають в М'янмі в дельті Іраваді, горах Пеґу, на півночі штату Карен. 
Включають в себе етнічні групи:
- вево;
- мопва;
- монейпва.

Екзонім «Білі Карени» використовується з колоніальних часів для відмінності сґо від Кая («Червоних Карен») та Пао («Чорних Карен»).

## Розселення
- М'янма — 1 848 000
- Таїланд — 375 000
- Індія — 2,5 тис.